# Les Sorreres (Castellterçol)
Les Sorreres és un paratge del terme municipal de Castellterçol, a la comarca del Moianès.
És a l'extrem occidental del terme, ran del termenal amb Granera. És a l'esquerra del torrent del Solà del Sot, a llevant de les Gavinetes i al sud-oest de la masia del Pererol.